# 约瑟夫·E·约翰斯顿
约瑟夫·艾格勒斯顿·约翰斯顿（Joseph Eggleston Johnston，1807年2月3日—1891年3月21日）是一位19世纪的美国陆军军官，美国南北战争爆发前于美国陆军中服役并在美墨战争（1846–1848）和第二次塞米诺尔战争中有着卓越表现。在弗吉尼亚州宣布脱离合众国后，约翰斯顿作为其中最年长的一批将级军官加入了联盟国陆军。
约翰斯顿在纽约西点军校中作为土木工程师接受教育，同期毕业生中包括罗伯特·E·李。毕业后他在佛罗里达州，得克萨斯州和堪萨斯州服过役。到1860年时他已经获得了陆军准将的军衔，在美国陆军中担任军需官一职。
约翰斯顿在南北战争中指挥的有效性在一定程度上受到了他与联盟国总统杰弗逊·戴维斯之间矛盾的影响。在他指挥的大多数会战当中，很少有成功的例子。第一次牛奔河战役期间他作为高级指挥官参与作战，但他获胜的能力胜利常常被他的下属，P·G·T·博雷加德的光彩所掩盖。1862年约翰斯顿指挥了保卫里士满的半岛会战，但是在联邦陆军少将乔治·B·麦克莱伦优势兵力攻势下被迫撤退。他在七松之役中受了一道重伤，于是被罗伯特·E·李取代了北弗吉尼亚军团的指挥权。
约翰斯顿伤愈出院后1863年被授予西部战区的指挥权。在1864年亚特兰大会战中他指挥田纳西军团对阵联邦军少将威廉·特库姆塞·舍曼。在内战的最后尾声时，约翰斯顿还被授权指挥在卡罗莱纳会战中残余的军队。联邦军上将尤利西斯·格兰特和谢尔曼均在内战后认可了他在战争中的表现，并且最终成为约翰斯顿的朋友。
在战后约翰斯顿投身经营铁路行业和保险业，并作为弗吉尼亚州民主党众议员参政，只是只任了一届。他后来被斯蒂芬·格罗弗·克利夫兰总统任命为铁路局局长。约翰斯顿在参加了谢尔曼葬礼10天后，因为在葬礼上被倾盆大雨淋湿，患上肺炎而去世。